# Evangeliario de Teodolinda
El Evangeliario de Teodolinda es una obra de orfebrería longobarda realizada en Italia, actualmente expuesta en el Museo y Tesoro de la Catedral de Monza. Solo se conserva la cubierta del libro, ya que el evangelio que contenía se perdió. 
Según la tradición, la obra fue donada por el papa Gregorio I a la reina Teodolinda en el año 603, como agradecimiento por la conversión al catolicismo de la población longobarda. Más tarde, la reina donaría el evangeliario a la basílica de San Juan Bautista.
El asentamiento de los pueblos germánicos en las fronteras del Imperio Romano de Occidente, y concretamente la llegada del pueblo longobardo a la península Itálica, implicó una gran mejoría en el trabajo del metal y de la orfebrería con respecto a lo que se había realizado hasta el momento. Las técnicas se sofisticaron y se extendió el uso de materiales valiosos como el oro, las piedras preciosas o la pasta vítrea.
El evangeliario de Teodolinda, reina consorte de los longobardos, solo ha conservado las dos cubiertas, compuestas por losas de madera forradas de hojas de oro y decoradas con esmaltes, cristales y gemas preciosas como los cabujones. Cada tabla, cuyas medidas son 34,10 x 26,50, cuenta con un marco rectangular ornado con motivos florales y trabajado con la técnica de la filigrana. Se divide en cuatro partes gracias a la cruz, similar a obras coetáneas como la cruz del rey Agilulfo. Es una cruz latina con los brazos algo acampanados en los extremos. La parte central presenta una piedra redonda con un ligero relieve, mientras que los brazos alternan otras piedras preciosas y piedras redondas más pequeñas. A pesar de esta gran variedad de gemas y colores, se mantiene siempre la simetría.
Dentro de las cuatro divisiones resultantes de la cruz encontramos algunos camafeos romanos reutilizados, colocados de forma simétrica, que tratarían de elevar el prestigio de la pieza al utilizar elementos de gran antigüedad. Podemos destacar el cromatismo de la obra, con unos bellos contrastes entre el dorado del fondo y el azul de las piedras preciosas. Cerca de las esquinas encontramos cuatro decoraciones en forma de ele, que al igual que el resto de la obra, están trabajadas con la técnica de la filigrana.